# Cagoule
La Cagoule is de gebruikelijke benaming voor Comité secret d'action révolutionnaire een extreemrechtse geheime organisatie in Frankrijk die in de jaren 1930 verscheidene aanslagen pleegde en probeerde het regime van de Derde Republiek ten val te brengen.

## Ontstaan
De organisatie werd in 1936 opgericht door Jean Filliol en Eugène Deloncle, twee gewezen militanten van de Action française, die na het rechtse oproer van 6 februari 1934 teleurgesteld waren over de slappe houding van deze beweging. Ze stichtten eind 1935 een eigen extremistische groep, de Parti national révolutionnaire, die het jaar daarop echter verboden werd door de linkse Volksfrontregering.
Deloncle en Filliol beslisten daarom in het geheim te opereren. Zo ontstond de organisatie die Organisation secrète d'action révolutionaire nationale heette, maar waarvan de naam - blijkbaar ongewild - vaak gewijzigd werd in Comité secret d'action révolutionnaire. De benaming "Cagoule" (bivakmuts) was een scheldnaam die werd ingevoerd door Maurice Pujo, een van de leiders van de Action française, die niets te maken wilde hebben met deze terreurgroep. Doordat de pers sindsdien voortdurend van la Cagoule sprak, raakte die benaming algemeen verspreid.
De leiders van de Cagoule kwamen vooral uit de Camelots du Roi, de knokploeg van de Action française. Het waren vaak ontwikkelde lieden, zoals de arts Henri Martin en de letterkundige Aristide Corre. 
Deloncle kreeg al snel de beschikking over aanzienlijke middelen, verschaft door zijn vriend Eugène Schueller, oprichter en eigenaar van de cosmetica-onderneming L'Oréal. De cagoulard en latere gaullistische politicus André Bettencourt zou later trouwen met Liliane, de dochter en erfgename van Schueller. 

## Moorden

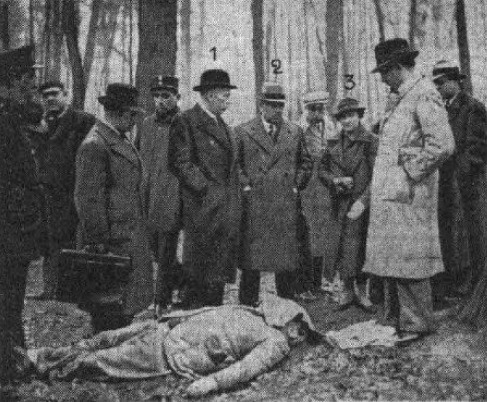
De moord op Dimitrij Navasjin

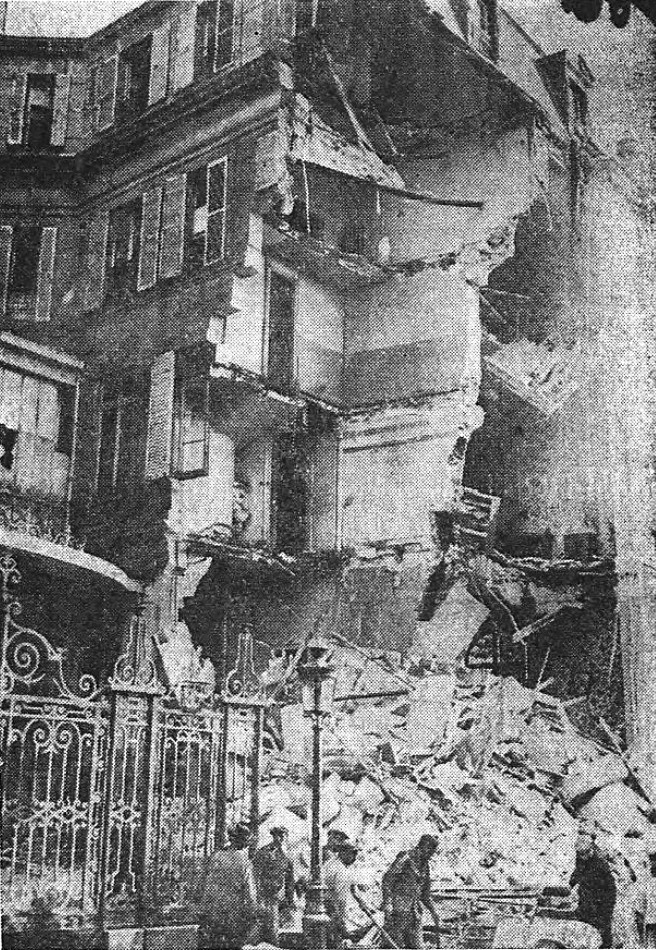
Schade na de bomaanslag op 11 september 1937

In juni 1936, na de officiële installatie van de Volksfrontregering, probeerde de Cagoule de regering van Léon Blum te destabiliseren en kwam het tot enkele gewelddadige aanslagen. Een van de eerste in de reeks was de moord in januari 1937 op Dimitrij Navasjin, die een rol had gespeeld in de erkenning door Frankrijk van de Sovjet-Unie. De actie die daarna tot een echte affaire uitgroeide was de moord op de gebroeders Carlo en Nello Rosselli, emigranten uit de Italiaanse oppositie tegen Mussolini, op 9 juni 1937. De Cagoulards kregen er van het Italiaanse regime wapens voor terug, zoals zij ook door de leider van de opstandelingen tegen de Spaanse republiek, Franco, ondersteund werden. Tijdens het presidentschap van François Mitterrand (1981-1995) baarde de journalist Pierre Péan groot opzien, toen hij onthulde dat Mitterrand tot de sympathisanten van de Cagoule had behoord en in de kringen van de moordenaars van de broers Rosselli had verkeerd. Schijnbaar sluitstuk in deze reeks was de bom die bij de zetel van de Franse werkgeversvereniging (Confédération générale du patronat français) twee agenten het leven kostte. Deze aanslag diende om te suggereren dat de communisten op het punt stonden een staatsgreep te plegen. Waarschijnlijk werd deze aanslag gefinancierd en mogelijk ook georganiseerd door Pierre Michelin, sinds 1935 president-directeur van de Citroën-autofabriek.

## Vervolging
Na een mislukte staatsgreep medio november 1937 werd de Cagoule officieel verboden en door de politie opgejaagd. Honderdtwintig arrestaties vonden plaats, terwijl diverse wapendepots door heel Frankrijk werden gevonden en ontmanteld. Daarmee was als organisatie de Cagoule wel ontbonden, maar bestond zij voort als netwerk. 

## Opgaan in het staatsapparaat onder Vichy
Na de Franse nederlaag tegen Duitsland sloot Deloncle zich aan bij admiraal François Darlan, die een tijdlang de plaats van Pierre Laval innam als de dauphin van maarschalk Philippe Pétain. Onder Darlan vonden tal van cagoulards een onderkomen in het staatsapparaat van Vichy-Frankrijk. In de bezette zone moest onder druk van het Duitse bestuur de groepering rond Deloncle samengaan met de Rassemblement national populaire van Marcel Déat, een fusie die wegens verregaand geruzie mislukte. De beruchte Milice in Vichy-Frankrijk werd geleid door Joseph Darnand, voorman van de Cagoule van Nice.
Ook tijdens de bezetting kwam het tot aanslagen door leden van de Cagoule, echter meer vanuit een machtspositie dan als actie van samenzweerders. Vergelding was dan ook het motief van de bomexplosie die Marx Dormoy doodde, de minister uit de Volksfrontregering die de jacht op de Cagoule had geopend. De revolverschoten die in augustus 1941 zowel Pierre Laval als Marcel Déat ernstig verwondden, kwamen hoogstwaarschijnlijk uit de koker van Deloncle. Het verging de leden van de Cagoule niet veel anders dan hun rijke beschermheren: een deel trok de consequentie uit hun loyaliteit met Vichy en bleef tot het laatst toe collaboreren met de Duitse bezetter. Een ander deel maakte - zoals bijvoorbeeld François Mitterrand - de overstap naar de Résistance, waarbij zich tussen beide kampen een uitgestrekte grijze zone bevond. Toen op last van generaal Charles de Gaulle de ex-cagoulard Maurice Duclos onderhandelingen opende met het bewind van Petain, kwam hij - niet tot zijn verrassing - te spreken met oude strijdmakkers uit de Cagoule.

## Het proces tegen de Cagoule van 1948
Het grijze gebied tussen verzet en collaboratie maakte na de bevrijding het mogelijk diverse cagoulards van vervolging te vrijwaren. Mede-cagoulards uit het verzet kwamen met ontlastende getuigenissen ten gunste van voormalige compagnons. Niettemin vindt in de herfst van 1948 toch het proces tegen de Cagoule plaats, want de moord op een minister wordt door de Franse staat niet vergeven. Het proces resulteerde in veroordelingen tot dwangarbeid (Henri Martin), maar kende ook opzienbarende missers, zoals het buiten schot blijven van Eugène Schueller. Henri Martin ontsnapte aan de dwangarbeid en kwam eind jaren 50 terecht bij de OAS.